# Montagebetrieb
Ein Montagebetrieb (auch: Montageunternehmen, Montagefirma) ist ein Unternehmen, das sich auf die Montierung bzw. den Zusammenbau von vorgefertigten Bauteilen spezialisiert hat. Als weiterverarbeitende Betriebe gehören Montagefirmen zum Sekundärsektor der Wirtschaft.
Die Tätigkeit kann – je nach Branche und Endprodukt – in der Montagehalle erfolgen, direkt beim Auftraggeber bzw. der Kundschaft (etwa bei einer Baustelle) oder im Freien. In den letztgenannten Fällen sind die durchführenden Personen „auf Montage“.
Montagebetriebe sind u. a. in folgenden Aufgabenbereichen tätig:
- Maschinen- und Anlagenbau, Automobilindustrie
- Bauwesen (Tief- und Hochbau, Dächer, Hallen, Brandschutz)
- Innenausbau (Böden, Installationen, Heizung, Fenster und Türen, Wandverkleidung, Regale)
- Holz- und Möbelbau, Tischlerei, Accessoires, Spielzeug
- Elektroindustrie und Leitungsbau
- Elektronik, Computer, Funkanlagen
- Bekleidungs- und Textilindustrie
- Foto- und Optische Industrie
- Sonstiges (Medizintechnik, Lebensmittel, Verpackung usw.)